# Rudolfina-Redoute
Die Rudolfina-Redoute [reˈdut]  ist ein nach den stilistischen Vorbildern der Wiener Ballkultur ausgerichteter Maskenball in Wien. Sie findet traditionell am Faschingsmontag während der Wiener Ballsaison in der Wiener Hofburg statt und wird von der KÖStV Rudolfina Wien ausgerichtet. Die Redoute ist der größte Maskenball Wiens.

## Geschichte
Ihre Ursprünge hat die Rudolfina-Redoute bereits in der österreichisch-ungarischen Monarchie. Sie wird traditionell von der namensgebenden Studentenverbindung Rudolfina veranstaltet, die erstmals am 4. Mai 1899 eine Tanzveranstaltung (Maikränzchen) in Fischbachs Garten und in den Sälen „Zum wilden Mann“ durchführte.
Von 1899 bis 1907 fand durchgehend das Maikränzchen statt. Aus dem Maikränzchen wurde 1907 (oder 1908) bis 1914 ein Fest unter dem Namen „Rudolfina Kränzchen“. Wegen des Ersten Weltkrieges kam es zu einer Unterbrechung; für das Jahr 1920 ist ein Faschingsabend gemeinsam mit der KÖStV Kürnberg im Türkenschanzpark belegt. Danach nahm man die „Rudolfina Kränzchen“ aus der Zeit vor dem Krieg wieder auf, eine solche Veranstaltung ist für die Jahre 1921 und 1922 belegt.
Aus dem „Rudolfina Kränzchen“ wurde die allererste „Rudolfina-Redoute“, zu der am Samstag, den 13. Jänner 1923 ins Hotel Continental in der Praterstraße 7 eingeladen wurde. Es war für diese Zeit durchaus typisch, dass aus Kränzchen „Redouten“ wurden. Ab 1923 sind durchgehend Rudolfina-Redouten bis 1929 verzeichnet. Ab 1924 fand das Fest immer am Faschingsmontag statt und am 28. Februar 1927 fand die erste Rudolfina-Redoute in der Hofburg statt (Großer Festsaal und Neuer Saal).
Da während der nationalsozialistischen Herrschaft in Österreich die studentischen Korporationen verboten waren und aufgelöst wurden, gab es zwischen 1938 und 1945 keine Rudolfina-Redoute. 1947 fand in der Ebendorferstraße im kleinen Rahmen mit mitgebrachten Getränken und Speisen wieder die erste Redoute statt. Im Palais Pallavicini wurde 1948 die erste große Redoute der Nachkriegszeit veranstaltet, danach von 1949 bis 1958 in den Sofiensälen. 1959 kehrte die Redoute wieder an den für sie in der ersten Republik schon traditionellen Veranstaltungsort, die Wiener Hofburg, zurück. Im Jahr 2020 feierte die Redoute Österreichs 25-jährige EU-Mitgliedschaft mit dem Motto „Unser Herz schlägt für Europa“. Die Veranstalter geben an, dass es sich um die größte couleurstudentische Ballveranstaltung handle.
2021 und 2022 fand aufgrund der Covid-19-Pandemie und den damit verbundenen Einschränkungen keine Rudolfina-Redoute statt.

## Maskierung
Die Rudolfina-Redoute ist heute der größte Maskenball Wiens. Zur Rudolfina-Redoute herrscht eine strenge Kleiderordnung; Damen tragen langes Abendkleid und bis zur Demaskierung um Mitternacht Masken, die die Augenpartie verdecken. Herren tragen Abendgarderobe, d. h. Frack, Smoking oder entsprechende Uniform (sog. „großer Gesellschaftsanzug“). Bis zur Demaskierung um Mitternacht herrscht auf dem Ball Damenwahl.